# Alan Mahon
Alan Mahon (Dublín, Irlanda, 4 de abril de 1978) es futbolista irlandés que actualmente está sin club. Su posición es mediocampista. Tiene dos partidos internacionales para el Selección de fútbol de Irlanda.

## Selección nacional
Ha sido internacional con la Selección de fútbol de Irlanda, ha jugado 2 partidos internacionales.

## Clubes
| Club               | País       | Año       |
| ------------------ | ---------- | --------- |
| Tranmere Rovers    | Inglaterra | 1995-2000 |
| Sporting de Lisboa | Portugal   | 2000      |
| Blackburn Rovers   | Inglaterra | 2000-2003 |
| Cardiff City       | Gales      | 2003      |
| Ipswich Town       | Inglaterra | 2003      |
| Blackburn Rovers   | Inglaterra | 2003-2004 |
| Wigan Athletic     | Inglaterra | 2004-2006 |
| Burnley FC         | Inglaterra | 2006-2009 |
| Blackpool FC       | Inglaterra | 2009      |
| Tranmere Rovers    | Inglaterra | 2009-2011 |

## Palmarés

### Campeonatos nacionales
| Título                  | Club             | País       | Año  |
| ----------------------- | ---------------- | ---------- | ---- |
| Copa de la Liga Inglesa | Blackburn Rovers | Inglaterra | 2002 |